# Lefty Grove
Pour les articles homonymes, voir Grove.
Robert Moses Grove, dit Lefty Grove, né le 6 mars 1900 à Lonaconing dans le Maryland et décédé le 22 mai 1975 à Norwalk en Ohio, est un joueur américain de baseball qui évolue en Ligue majeure de 1925 à 1941. Ce lanceur gaucher compte 300 victoire en carrière en ligues majeures. Il est élu au Temple de la renommée du baseball en 1947.

## Carrière
La carrière professionnelle de Grove débute en 1920. Il joue cinq saisons pour les Buffalo Bisons en Ligue internationale. Son transfert chez les Athletics de Philadelphie pour 100 600 dollars en 1925 constitue un record à son époque. 
Il ne gagne que 10 parties lors de sa première saison, mais revient avec plus de 20 victoires 7 fois d'affilée entre 1927 et 1933, y compris 30 victoires et 4 défaites en 1931. Lors de la saison 1931, il signe une série de 16 victoires consécutives. Il n'enregistre que 8 victoires en 1934, mais finit sa carrière avec 107 victoires entre 1935 et 1941. Son pourcentage de victoires est 0,680, huitième parmi les lanceurs, et premier parmi les lanceurs qui ont au moins 240 victoires. En 1947 il est élu au temple de la renommée du baseball et en 1999 il est élu a l'équipe du siècle.
Sélectionné six fois au match des étoiles (1933, première édition, et 1935 à 1939), Grove est désigné meilleur joueur de la saison en 1931 en Ligue américaine et termine 5e de ce challenge en 1933 et 8e en 1926. Il participe à trois éditions des Séries mondiales avec les Athletics en 1929, 1930 et 1931. Les Athletics s'imposent en 1929 et 1930 et s'inclinent en 1931 malgré deux victoires enregistrées par Grove.
Sa carrière de joueur achevée, il se retire du jeu et ouvre un bowling dans sa ville natale.

## Statistiques
| W   | L   | %     | G   | GS  | CG  | SH | SV | IP     | BB   | SO   | ERA  | WHIP |
| --- | --- | ----- | --- | --- | --- | -- | -- | ------ | ---- | ---- | ---- | ---- |
| 300 | 141 | 0,680 | 616 | 457 | 298 | 35 | 55 | 3940,7 | 1187 | 2266 | 3,06 | 1,28 |